# Raffles, l'Arsenio Lupin inglese
Raffles, l'Arsenio Lupin inglese (Raffles) è un film del 1930 diretto da George Fitzmaurice. È il primo film sonoro basato sul personaggio omonimo dei romanzi di E.W. Hornung.

## Trama
Raffles, famoso ladro in guanti bianchi, da molto tempo si è ritirato dalla professione per amore di Lady Gwen. Vi ritorna a malincuore per salvare da un grosso debito di gioco Bunny, suo caro amico che, disperato, ha progettato di uccidersi. Il piano criminoso è quello di rubare la preziosa collana di diamanti di Lady Melrose, ma l'arrivo dell'ispettore McKenzie sembra scompigliare le carte di Raffles che riesce comunque a prendere la collana e a ritornare a Londra. L'ispettore segue allora Cranshaw, un ladruncolo, convinto che costui lo porterà dritto al rifugio di Raffles. Avendo origliato, Gwen corre a informare Raffles che dopo aver ammesso con lei di essere lui il famoso ladro cui tutta Scotland Yard dà la caccia, riesce prima a farsi dare da Lord Melrose la ricompensa per il recupero della collana (ricompensa che servirà a Bunny per pagare i suoi debiti di gioco) e poi a scappare sotto il naso dei poliziotti che lo scambiano, travestito, per l'ispettore MacKenzie.

## Produzione
La sceneggiatura si basa su The Amateur Cracksman di E. W. Hornung, pubblicato a Londra nel 1899, e su Raffles, the Amateur Cracksman, lavoro teatrale di E. W. Hornung e Eugene Presbrey (New York e Londra, 12 maggio 1906).

## Distribuzione
Il copyright del film, richiesto da Samuel Goldwyn, fu registrato il 26 luglio 1930 con il numero LP1469.
Distribuito dalla United Artists, il film - presentato da Samuel Goldwyn - uscì nelle sale statunitensi il 26 luglio 1930 dopo essere stato presentato in prima a New York il 24 luglio.
L'edizione italiana fu curata dalla Artisti Associati, con la direzione del doppiaggio affidata a Goffredo Alessandrini, il quale si avvalse di diversi attori teatrali, come Donatella Gemmò, Lydia Simoneschi, Renata Sainati, Romolo Costa e Umberto Sacripante; fu distribuito il 2 aprile 1933.

## Critica
(Enrico Chiri)